# Hoher Hirschberg
Der Hohe Hirschberg (im örtlichen Appenzeller Dialekt Höch Hirschberg) ist der zweithöchste Berggipfel des Höhenzuges Hirschberg, dessen höchste Erhebung sich auf 1174 m ü. M. befindet. Er liegt im Grenzgebiet der Kantone Appenzell Ausserrhoden und Appenzell Innerrhoden in den Schweizer Voralpen. Die angrenzenden Gemeinden (offizielle Bezeichnung ist Bezirk) sind Gais im Kanton Appenzell Ausserrhoden sowie Appenzell und Schwende-Rüte im Innerrhodischen.
Nördlich des Hohen Hirschberges liegt der Passübergang Stoss, der Gais im Appenzellerland mit dem St. Galler Rheintal verbindet und über welchen eine Strasse sowie eine teilweise mit Zahnstangen versehene Linie der Appenzeller Bahnen führt.
Der Hohe Hirschberg ist zu Fuss von Gais, Sammelplatz oder Eggerstanden aus gut zu erreichen. Von Sammelplatz führt eine schmale Strasse in Richtung Hoher Hirschberg, welche fast bis zum Bergrestaurant auf 1168 m befahren werden darf.